# Patois briard
Pour les articles homonymes, voir Briard.
Le briard ou patois briard est un dialecte de la langue d'oïl naguère parlé dans la région de la Brie. Loin d'être une déformation du français parisien ou francien, le briard est plutôt la forme de langue d'oïl s'étant développée naturellement dans la Brie. Cette forme de langue d'oïl étant cependant très proche des variétés voisines de langue d'oïl, le briard ne peut être considéré comme une langue distincte du français (qui est la langue d'oïl francienne). 
De nos jours, certains mots issus de ce parler ont été transposés dans le français usité dans les campagnes seine-et-marnaises.

## Description
Sous l'impulsion de folkloristes et d'ethnographes tels Pierre-Louis Menon et Roger Lecotté, de linguistes et spécialistes en dialectologie comme Henri Bourcelot, des études ont été consacrées à ce phénomène linguistique. Comme tout dialecte, le briard connut des variations lexicales parfois notables d'un village à un autre. Les différences dans la prononciation et la diction sui generis des habitants des villages de Brie constituaient encore autant de facteurs de variations idiomatiques. En outre, à la lumière des conclusions des dialectologues, il apparaît que le briard, comme tout langage, aurait sensiblement subi des évolutions au fil du temps. 
Ces transformations se sont encore renforcées du fait de la proximité des locuteurs patoisants avec la capitale. Les exodes nombreux et les échanges avec les Parisiens ont facilité ces transformations et ont conduit finalement à son affaiblissement. De là, des emprunts nombreux à l'argot et autres parlers populaires. 
Il ne faut donc pas s'y méprendre : l'usage de termes singuliers communément usités par l'ensemble d'une population ne préjuge pas de l'origine de ces mots. Il paraît à cet égard plus vraisemblable que certains termes argotiques que l'on dit typiquement briards ne le sont pas. Après la deuxième guerre mondiale, il n'y eut plus guère de Briard qui parlât assidûment la langue de ses pères. 
De nos jours, le briard survit essentiellement à travers des mots et expressions qui forment la trame du français régional seine-et-marnais. Dans la partie orientale du département, le briard est fortement teinté de vocabulaire champenois et tend à se confondre avec le marnais.

## Grammaire
Cette section ne présentera les traits grammaticaux du dialecte briard que dans les points où ils diffèrent du français classique. Ainsi les articles définis et indéfinis ne seront-ils point présentés puisqu'ils ne présentent pas de différences par rapport à la norme classique (prononciations particulières mises à part).

### Les adjectifs démonstratifs
Le briard n'utilise que deux formes de ce pronom démonstratif. Là où le français classique emploie ce (cet devant voyelle) et cette au singulier, le briard présente une forme unique c'te (c't' devant une voyelle) pour le masculin comme pour le féminin. Au pluriel, la forme unique est ces, comme en français classique.
Ce chien est gros.
deviendra :
C'te chien est grous.
|           | Masculin | Féminin |
| --------- | -------- | ------- |
| Singulier | c'te     | c'te    |
| Pluriel   | ces      | ces     |

### Pronoms démonstratifs
Le français classique dispose de trois séries de pronoms démonstratifs :
- les formes simples : celui, celle, ce, ceux et celles ;
- les formes composées, comprenant deux séries :
  - les formes suivies de -ci : celui-ci, celle-ci, ceci, ceux-ci et celles-ci ;
  - les formes suivies de -là : celui-là, celle-là, cela, ceux-là et celles-là.

Le français de la Brie a éliminé la série suivie de -ci, de plus, sa série simple s'emploie toujours précédée de l'article défini et sa série en -là présente des formes radicales différentes de la série simple. Voici donc ce que l'on a en français briard :
- les formes simples : le celui, la celle, ce*, les ceux**, les celles ;
- les formes composées suivies de -là : cel-là (m.), celle-là (f.), ça (n.), ces-là (pluriel invariable).

Ainsi la phrase :
Celui qui est parti en dernier n'a pas vu ceux qui sont partis en premier
deviendra :
Le celui qu'a parti en dernier n'a pas vu les ceux qu'ont parti en premier
Et la phrase :
Je veux celui-ci car il est plus près de moi que celui-là
deviendra :
Je veux cel-là rapport qu'il est pus près de moi que cel-là.
*le plus souvent prononcé c’ : c'que vous voulez

**l’x final est prononcé ss : ceuss’

### Pronoms personnels
Les pronoms personnels du français de la Brie diffèrent quelque peu de ceux du français classique, et ces différences mêmes sont assez courantes dans d'autres variations régionales du français depuis au moins le XVIIe siècle. Ainsi, en français dialectal de la Brie, le pronom je a-t-il remplacé le pronom nous à la première personne du pluriel, et de même, l's final dans ils ne se prononce pas (ce qui était la norme en ancien français : il, la refection en ils est plus tardive et l's final n'est pas étymologique). Ces deux caractéristiques se retrouvent également dans les parlers d'oïl de Champagne, Normandie, de la Vallée de la Loire jusqu'au Berry et au Poitou (à noter que le français acadien présente également ces deux caractéristiques).
| Personne           | Pronom-sujet                                                                         | Objet direct            | Objet indirect | Reflexif | Pronom disjoint      |
| ------------------ | ------------------------------------------------------------------------------------ | ----------------------- | -------------- | -------- | -------------------- |
| 1re pers. sing.    | je (j')                                                                              | me (m')                 | me (m')        | me (m')  | moi                  |
| 2e pers. sing.     | tu (t')                                                                              | te (t')                 | te (t')        | te (t')  | toi                  |
| 3e pers. sing.     | il (prononcé i') elle ou alle (prononcés a') ça (c’ ou ç’ selon la voyelle suivante) | le (l') la (l') le (l') | li ('i)        | se (s')  | li elle ou alle ça   |
| Pronom indéterminé | en                                                                                   | -                       | -              | se (s')  | -                    |
| 1re pers. pluriel  | je (occasionnellement nous)                                                          | nous                    | nous           | nous     | nous                 |
| 2e pers. pluriel1  | vous                                                                                 | vous                    | vous           | vous     | vous                 |
| 3e pers. pluriel   | ils                                                                                  | les                     | leur           | se (s')  | eux (prononcé euss') |

#### Le verbe

##### Conjugaison des verbes
Le français de la Brie présente de nombreuses divergences dans sa manière de conjuguer les verbes.

###### Présent de l'indicatif
Voici un tableau récapitulatif des conjugaisons pour les trois groupes :
| Personne  | 1er groupe   | 2e groupe     | 3e groupe   |
| --------- | ------------ | ------------- | ----------- |
| 1re sing. | je chante    | je finis      | je vends    |
| 2e sing.  | tu chantes   | tu finis      | tu vends    |
| 3e sing.  | il chante    | il finit      | il vend     |
| 1re plur. | je chantons  | je finissons  | je vendons  |
| 2e plur.  | vous chantez | vous finissez | vous vendez |
| 3e plur.  | ils chantont | ils finissont | ils vendont |

Au présent de l'indicatif, les deux différences systématiques entre le français briard et le français classique sont :
- le pronom je à la place de nous à la première personne du pluriel (comme évoqué plus haut) ;
- la terminaison -ont au lieu du -ent muet du français classique (cette caractéristique se retrouve dans de nombreux parlers régionaux dans le domaine d'oïl).

###### Imparfait de l'indicatif
Voici un tableau récapitulatif des conjugaisons pour les trois groupes :
| Personne  | 1er groupe    | 2e groupe      | 3e groupe    |
| --------- | ------------- | -------------- | ------------ |
| 1re sing. | je chantais   | je finissais   | je vendais   |
| 2e sing.  | tu chantais   | tu finissais   | tu vendais   |
| 3e sing.  | il chantait   | il finissait   | il vendait   |
| 1re plur. | je chantins   | je finissins   | je vendins   |
| 2e plur.  | vous chantiez | vous finissiez | vous vendiez |
| 3e plur.  | ils chantint  | ils finissint  | ils vendint  |

À l'imparfait de l'indicatif, l'originalité du français de la Brie est le developpement des terminaisons -ins et -int aux 1re et 3e personnes du pluriel. Auguste Diot fait remarquer que cette particularité semble ancienne, on trouve en effet un imparfait chevauchient dans un cartulaire de Provins datant de 1309.
Il est à noter que la partie septentrionale de la Brie, aux limites du département de l'Aisne, connaît des terminaisons différentes du reste de la Brie pour les 1re et 3e personnes du pluriel : -ions et -iont. Ainsi, nous courions dans la rue se dira je courins dans la rue dans la majeure partie de la Brie sauf dans sa limite septentrionale où l'on entendra plutôt je courions dans la rue.

###### Passé simple
Ce temps n'est plus usité à l'oral en français de la Brie.

###### Futur
Hormis la prononciation très allongée de -ai dans la terminaison de la première personne, ce temps ne présente pas de différence fondamentale avec le français classique.

###### Conditionnel
Comme en français classique, il est formé sur l'imparfait dont il épouse les règles. Ainsi, la majeure partie des parlers de la Brie dirons ils vourrint pour ils voudraient, et je chanterins pour nous chanterions. Et comme de juste, les parlers septentrionaux disent ils vourriont et je chanterions, puisqu'ils forment leur imparfait avec les terminaisons -ions et -iont.

###### Subjonctif
Les terminaisons de ce mode se présentent ainsi :
| Personne  | 1er groupe        | 2e groupe          | 3e groupe        |
| --------- | ----------------- | ------------------ | ---------------- |
| 1re sing. | que je chante     | que je finisse     | que je vende     |
| 2e sing.  | que tu chantes    | que tu finisses    | que tu vendes    |
| 3e sing.  | qu'il chante      | qu'il finisse      | qu'il vende      |
| 1re plur. | que je chantins   | que je finissins   | que je vendins   |
| 2e plur.  | que vous chantiez | que vous finissiez | que vous vendiez |
| 3e plur.  | qu'ils chantont   | qu'ils finissont   | qu'ils vendont   |

###### Subjonctif imparfait
Ce temps n'est plus employé à l'oral dans la Brie.

###### Temps composés
L'emploi du verbe avoir comme auxiliaire est étendu à tous les verbes, même pour les verbes réflexifs.
Il est parti en ville
deviendra :
Il a parti en ville
Et :
Il s'est dit qu'il ne faudrait pas beaucoup de temps pour le faire
sera :
Il s'a dit qu'il ne faurrait pas beaucoup de temps pour le faire.

## Lexique
Le parler briard présente quelques particularités lexicales qui sont de différents ordres :

### Les faux amis
On trouve en briard un certain nombre de mots connus du français classique mais dont l'usage est soit étendu soit employé dans d'autres contextes/sens. 
| Dialecte briard                              | Français classique                                      |
| -------------------------------------------- | ------------------------------------------------------- |
| ostiner (obstiner, étiner, estiner, astiner) | ennuyer, exciter, s'acharner                            |
| las                                          | fatigué (le mot fatigué n'est jamais employé en briard) |
| gâcher                                       | dépenser                                                |
| se détruire                                  | se suicider                                             |

### Vocabulaire en vrac
- Abafointé :  stupéfait
- Ahouillé : fatigué
- Assuqué : à la vigilance fortement diminuée par la chaleur, la fatigue? Viendrait de l'occitan ''ensuqué''.
- Bacuter : travailler maladroitement
- Bamboches : pantoufles
- Bouriotter : Malmener gentiment. Arrête de m'bouriotter, j'suis trop vieille.
- Brisaque : maladroit, brise-tout
- Cassin : masure, logement insalubre
- Chifarme : rhume, grippe, maladie saisonnière
- Dépattures : Boue qui reste accrochée sous les souliers. Tu vas pas entrer dans la maison avec les dépattures que t'as !.
- Désouiter : Déconcerter, déboussoler. Un truc comme ça, ça m'désouite !.
- Farfluche (une -) : petite saleté sèche, genre poil, brin de paille, ... Viens que j'te brosse, t'as des farfluches su ta veste.
- Fien : fumier, purin (se dit également Pouitra)
- Garaignon : muqueuse buccale. Ta soupe est trop chaude, on s'brûle les garaignons.
- Gâyeux : coulant (dans le cas d'un fromage, par exemple)
- Goulaffre : Gros mangeur, goinfre. Qu'tu peux-ti être goulaffre ! Quand i retourne de gueule, t'as toujours de l'atout !.
- Mahonner : râler, se plaindre (se dit aussi Rôner)
- Moclotte (une -)  : touffe de poils collés (vache, chien...).
- Occloter : agiter. Occlote pas ta chaise comme ça, tu m'ostines.
- Ostiner : importuner, embêter. Il est toujours en train d'ostiner le chat.
- Ragrainer : Récupérer jusqu'à la dernière graine. Ragraine bien ton assiette, c'est tout c'qui ya !.
- Raouste : forte averse
- Ratriveler : Regrouper, ramasser. ratrivelle tes affaires, on s'en va !.
- Ravauguer : récupérer dans les champs et les bois tout ce qu'il est licite d'y prendre.
- Ravaugueux : nom et adjectif ; qui ravaugue beaucoup. Celle-là, c'est une ravaugueuse de la plaine !
- Reciner : dîner tard
- Rifriouler : Être très content et le faire voir. Avec l'ayonnée qui vient d'tomber (averse), ya les escargots qui rifrioulent dans l'jardin..
- Tafouillon (en -) : En petit tas désordonné. T'as encore laissé ton linge en tafouillon su la chaise.
- Tempier : se dit d'un bel enfant bien portant. Dérivation ancienne du mot templier employé au sens figuré (et quelque peu comique) pour comparer un enfant bien portant aux soldats templiers, lesquels devaient avoir une carrure impressionnante (la Brie touche la Champagne, berceau historique de l'Ordre du Temple).
- Tognée : bagarre, esclandre